# Adelobotrys barbata
Adelobotrys barbata är en tvåhjärtbladig växtart som beskrevs av José Jéronimo Triana. Adelobotrys barbata ingår i släktet Adelobotrys och familjen Melastomataceae. Inga underarter finns listade i Catalogue of Life.